# Chie Umezu
Chie Umezu (jap. 梅津 知恵, Umezu Chie; * 10. September 1982 in der Präfektur Ishikawa) ist eine japanische Badmintonspielerin. 

## Karriere
Chie Umezu gewann 2003 die Australian Open im Dameneinzel gefolgt von einem Sieg bei den Chinese Taipei Open 2004 in der gleichen Disziplin. 2006 war sie in Ungarn erfolgreich und wurde in Australien Zweite. Ein Jahr später siegte sie bei den Polish Open und wurde erneut Zweite bei den Australian Open ebenso wie bei den New Zealand Open 2007.

## Sportliche Erfolge
| Saison | Veranstaltung            | Disziplin   | Platz | Name       |
| ------ | ------------------------ | ----------- | ----- | ---------- |
| 2003   | Australian Open          | Dameneinzel | 1     | Chie Umezu |
| 2003   | Ballarat International   | Dameneinzel | 1     | Chie Umezu |
| 2003   | Wellington International | Dameneinzel | 1     | Chie Umezu |
| 2004   | Chinese Taipei Open      | Dameneinzel | 1     | Chie Umezu |
| 2006   | Hungarian International  | Dameneinzel | 1     | Chie Umezu |
| 2006   | Australian Open          | Dameneinzel | 2     | Chie Umezu |
| 2006   | Victorian International  | Dameneinzel | 3     | Chie Umezu |
| 2007   | Polish International     | Dameneinzel | 1     | Chie Umezu |
| 2007   | Australian International | Dameneinzel | 2     | Chie Umezu |
| 2007   | New Zealand Open         | Dameneinzel | 2     | Chie Umezu |
| 2009   | Laos International       | Dameneinzel | 1     | Chie Umezu |